# Huân chương Chiến thắng
Huân chương Chiến thắng là một loại huân chương của Nhà nước Việt Nam Dân chủ Cộng hòa (nay là Nhà nước Cộng hòa Xã hội Chủ nghĩa Việt Nam, đặt ra theo Sắc lệnh số 54-SL ngày 2 tháng 2 năm 1958 của Chủ tịch nước Việt Nam Dân chủ Cộng hòa. Theo Luật Thi đua - Khen thưởng (ban hành ngày 26 tháng 11 năm 2003) thì Huân chương Chiến thắng không còn nằm trong thang bậc khen thưởng của Nhà nước Việt Nam.
Huân chương Chiến thắng để tặng hoặc truy tặng những quân nhân đã có công xây dựng Quân đội nhân dân Việt Nam và chiến đấu thời kỳ kháng chiến chống Pháp. Những người có thành tích dưới mức tiêu chuẩn thưởng Huân chương Chiến thắng hạng ba thì được thưởng Huy chương Chiến thắng.
Huân chương Chiến thắng có ba hạng, được phân biệt bằng số vạch màu vàng trên dải và cuống huân chương: hạng nhất có 3 vạch, hạng nhì có 2 vạch, hạng ba có 1 vạch. Thẩm quyền tặng, truy tặng Huân chương Chiến thắng do Chủ tịch nước quyết định. Khi mới được đặt ra, thẩm quyền tặng, truy tặng Huân chương Chiến thắng được giao cho Bộ trưởng Bộ Quốc phòng - Tổng Tư lệnh - Đại tướng Võ Nguyên Giáp quyết định.

## Đối tượng và tiêu chuẩn khen thưởng
Quân nhân tham gia bộ đội chủ lực, bộ đội địa phương trong thời kỳ kháng chiến, luôn trung thành với cách mạng, đã có công trong việc xây dựng quân đội và chiến đấu trong thời kỳ kháng chiến, không phạm sai lầm nghiêm trọng lúc ở quân đội cũng như khi công tác ngoài quân đội được thưởng Huân chương Chiến thắng với các hạng huân chương như sau:
1. Huân chương Chiến thắng hạng nhất để tặng hoặc truy tặng cho:
- Cán bộ cấp đại đoàn hoặc tương đương cấp đó trở lên và giữ chức vụ ấy được 1 năm trở lên trong thời kỳ kháng chiến.
- Cán bộ cấp trung đoàn hoặc tương đương cấp đó, đã giữ chức vụ ấy liên tục 5 năm trở lên trong thời kỳ kháng chiến, luôn luôn tích cực công tác.

2. Huân chương Chiến thắng hạng nhì để tặng hoặc truy tặng cho:
- Cán bộ cấp đại đoàn hoặc tương đương cấp đó trở lên, giữ chức vụ ấy chưa được 1 năm trong thời kỳ kháng chiến.
- Cán bộ cấp trung đoàn và cấp tiểu đoàn hoặc tương đương cấp đó, đã giữ chức vụ ấy được 1 năm trở lên trong thời kỳ kháng chiến.
- Cán bộ cấp đại đội hoặc tương đương cấp đó, đã giữ chức vụ ấy 5 năm trở lên trong thời kỳ kháng chiến, luôn luôn tích cực công tác.

3. Huân chương Chiến thắng hạng ba để tặng hoặc truy tặng cho:
- Cán bộ cấp trung đoàn, tiểu đoàn hoặc tương đương các cấp đó, giữ chức vụ ấy chưa được 1 năm trong thời kỳ kháng chiến.
- Cán bộ cấp trung đội và tiểu đội hoặc tương đương các cấp đó, giữ chức vụ ấy được 1 năm trong thời kỳ kháng chiến.
- Cán bộ cấp tiểu đội và chiến sĩ có 5 năm tuổi quân trở lên, luôn luôn tích cực công tác.